# 아시아에서의 제2차 세계 대전 발발 전 사건
아시아에서의 제2차 세계 대전 발발 전 사건은 본 문서에서 1939년 제2차 세계 대전이 발발하기까지 아시아의 주요국인 일본 제국의 역사적 발자취를 서술하며, 전쟁 이전 일본의 침략 및 수탈 과정과 가장 많이 연관된 중국과 한국의 역사에 대해 서술했다. 여기서 정의하는 아시아에서는 당시 소련 권역을 제외한다.

## 일본

### 제1차 세계 대전의 승리와 워싱턴 회담

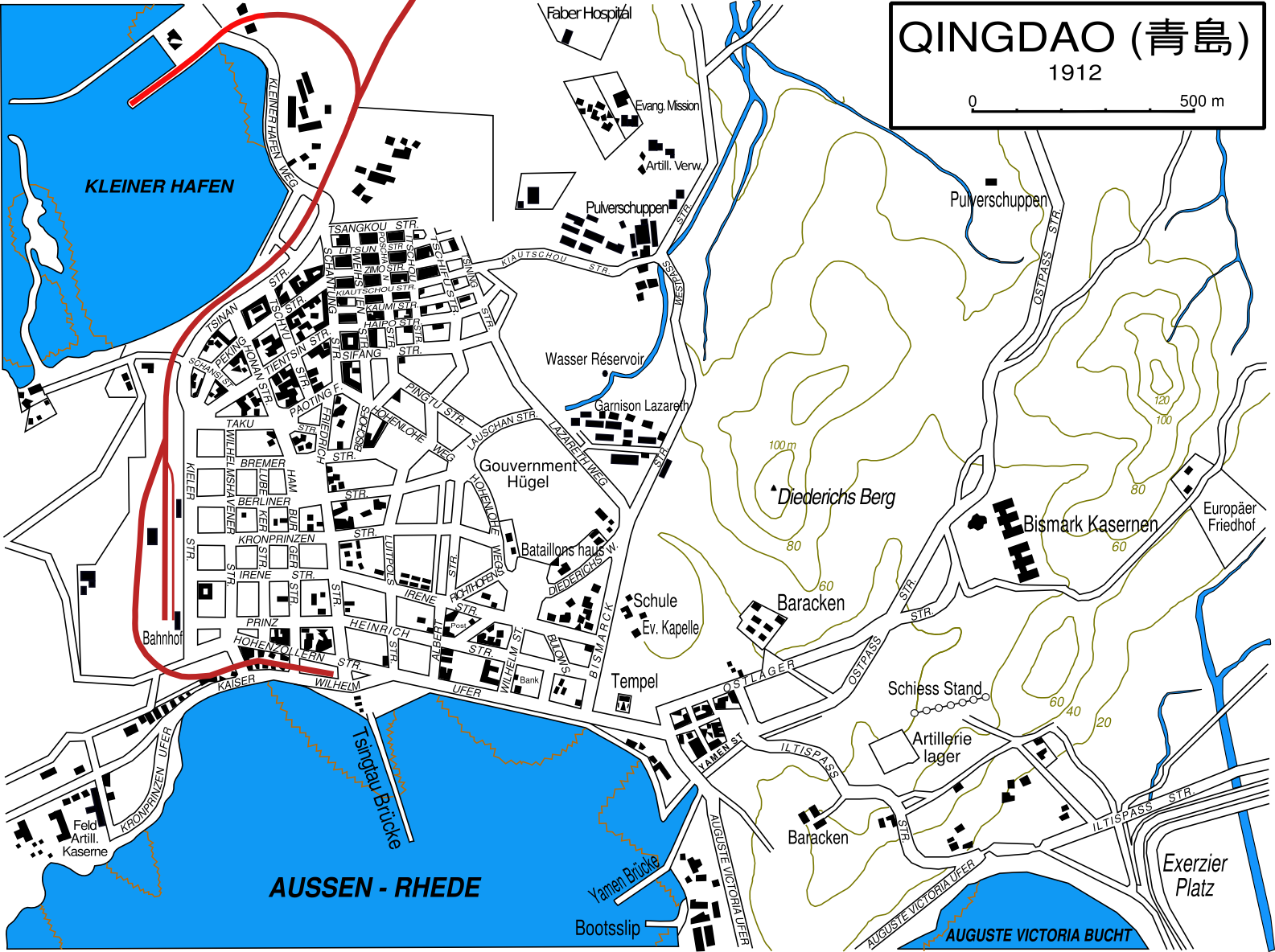
1912년의 칭다오(산둥반도 남부의 항구도시)로, 당시 서구열강들의 조차지가 밀집.

칭다오 전투에서의 일본군의 진로 및 오렌지색은 조차지.

제1차 세계대전의 승전국이었던 일본은, 승전국의 자격으로 국제 정치에서 더욱 큰 힘을 발휘할 수 있었는데, 중국에 주재하는 독일의 조차지를 막강한 군사력을 통해 점령하며 대륙발판의 교두보로 삼았다. 유럽에서 발생한 1차 세계대전에 일본은 영일동맹의 동맹국으로써 참전했고, 1914년 일본은 독일에 선전포고를 하며 독일이 이권을 가진 중국의 산둥반도의 조차지를 공격(아오시마 전투)했다. 이때 산둥반도의 청도(칭다오)에 조차지가 주로 분포하여 이곳에서 전투가 벌어졌다. 일본과 독일의 전쟁(일독전쟁)에서 일본이 승리하고, 최종적으로 1차 세계대전의 종전 후, 일본은 본래 독일의 조차지였던 산둥반도의 이권을 가지게 되었다. 일본은 이후 중국 대륙에 대한 이권의 확보를 위해 1915년 중국에 21개조 요구사항을 제출했다. 이는 만주에 대한 일본의 이권을 반영구화하며 남만주와 내몽골 일부를 일본에 조차하는 것 등 21가지 특혜조건을 요구하는 내용으로 중국은 이를 수용할 수 밖에 없었다.
그러나 1921년에 열린 워싱턴 회담에서 일본의 동아시아 지역 세력 확장에 대한 제지로 군비축소 및 산둥반도의 이권의 반환, 시베리아로부터의 군대 철수를 강요받았다.
| 전함의 제한 수량/단위: 톤(Ton) | 영국 | 미국 | 일본 | 프랑스 | 이탈리아 |
| 주력함                         | 52.5 | 52.5 | 31.5 | 17.5   | 17.5     |
| 항공모함                       | 13.5 | 13.5 | 8.1  | 6.0    | 6.0      |
| ------------------------------ | ---- | ---- | ---- | ------ | -------- |

### 경제 공황

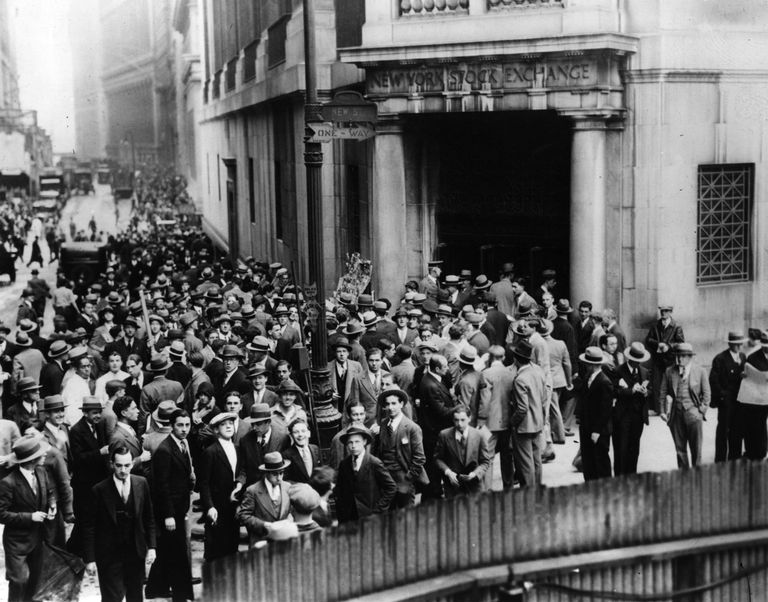
대공황으로 인해 예금을 찾기위해 은행을 방문하는 시민들. 일본 도쿄의 은행 또한 예금을 찾기 위해 고객들이 모였다.

1차 세계대전 당시 일본은 미국에 대한 생사 수출과 중국으로의 면세품 수출이 증가하며 급속히 경기 호황의 단계로 넘어갔다. 그러나 전쟁이 종결되고 전쟁당시의 과잉생산과 수출의 감소로 이윤이 저하되며 경기 불황에 시달렸다. 1차 세계대전을 통한 일본의 경제 호황기를 대전경기<大戦景気（たいせんけいき）、大正バブル>'라고 부른다. 대전경기에 대한 버블의 붕괴로 인한 '전후공황' 그리고 관동대지진(1923년)의 사고가 차례대로 발생하며 전후 공황의 여파에서 헤어나오지 못한 일본 경제는 엄청난 타격을 입게 되었다. 이러한 상황에서 세계 대공황이 발생했고 수출 시장이 약 37%감소되고 공업 생산이 급감(30~70%)감소하며 물가지수 또한 하락했다.
국제 사회 또한 이러한 대공황을 타파하기 위해 여러 대책을 강구했다. 그 중 영국, 프랑스와 같이 다수의 식민지를 보유하고 있던 국가들은 '블록경제'로 자국과 식민지만의 배타적인 블록을 결성하여 위기를 타파하고자 했다. 이에 일본 또한 자신만의 경제 블록 계획인 '일만경제블록'을 구성하기 위해 대만, 조선, 만주를 침략하며, 본격적으로 파시즘의 길에 들어서게 되었다. 대만, 조선을 식민지로 삼고, 만주를 침략하여 만주국 건설 등으로 아시아에서 세력권을 확장하고 식민지 및 종속지역과의 무역을 급속히 확대하였다. 일본은 만주사변 등 군수 경기를 통해 대공황을 극복하고, 국제연맹을 탈퇴해 영토 팽창에 몰두하였다.

### 일본의 파시즘화
파시즘(fascism)은 이탈리아에서 생겨난 사상으로 정치적으로 급진적이며 사회주의, 국가사회주의,국가주의, 전체주의, 권위주의를 표방하였다. 국가자본주의, 조합주의 경제 사상이다. 경제 공황의 극복을 위한 만주사변의 발발은 일본 파시즘의 대두를 알리는 신호탄이다. 일본의 만주사변은 일본 국내에서도 또한 지지되었는데, 일본의 기득권에 대한 중국의 반일운동에 대한 반감이 그 역할을 했다. 이 가운데 일본 군부는 이러한 국민 정서를 활용해 외무성의 영미협조론이 '연약외교'라고 비난하며, 국가 개조라는 슬로건 아래 육해군 청년 장교층을 중심으로 한 급진파 세력이 일본의 파시즘화를 주도했다. 이들은 5.15테러를 감행하여 일본의 정당정치를 끝내고, 이 가운데 전 조선 총독이었던 사이토 마코토를 중심으로 일본의 체제 혁신을 도모했다. 이러한 가운데 국가 통치권이 천황에 있음을 주장하는 '천황주권설'을 내세우며 의원들을 사임시켰고, 결과적으로 파시즘 세력의 이념공세가 일본 국내에 성공적으로 자리잡게 되었다.

## 중국

### 중국의 상황

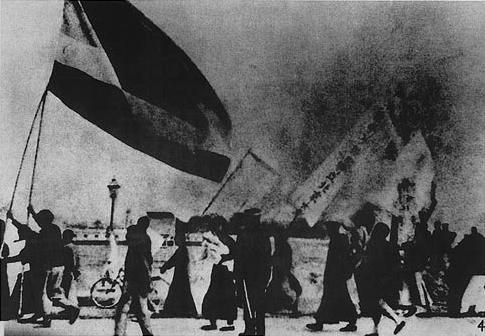
학생들이 중심이 되었던 5.4운동

1911년 신해혁명을 통해 청나라 왕조가 무너지고, 중국은 여러 군벌세력들에 의해 혼란스러운 시기를 보내고 있었다. 이러한 와중 제 1차 세계대전을 겪으며 일본의 21개조 요구 등의 이권침탈의 과정을 겪으며, 중국 내에서는 반군벌운동이 일어났으며, 이에 당시 중국에서 일어나고 있던 신문화운동이 5.4운동이라는 전국적인 정치적 투쟁으로 이어지며 민족운동이 활발히 진행되었다. 이러한 민족적 운동을 바탕으로 일본 및 서구열강의 침략에 반발하며 중국 자국의 이권을 지키려 했다. 이때 중국 내부에서는 중국 국민당과 공산당이 각각 설립되었고, 1924년 1차 국공합작을 통해 혁명군이 창설되고 북벌을 준비하며 혼란스러웠던 사회를 통일시키는 듯 했다. 그러나 국민당 내 중국 공산당과 합작을 반대하는 우파의 반발과 그 가운데 장제스가 국민당의 권력을 장악하게 되었다. 장제스는 1927년 쿠데타를 통해 공식적으로 공산당을 배척하며 1차 국공합작은 결렬되었다. 이후 국민당은 중국 북벌을 완수하고, 남경을 중심으로하는 남경국민정부를 1927년에 수립했다. 남경국민수립하였지만, 중국공산당과 일본은 국민당에게 큰 위협이 되었다. 특히 남경국민정부는 일본의 침략에 대해 일본의 침략에는 양보를 통해 실력을 길러 중국 공산당에 대한 위협을 먼저 제거하려는 '안내양외' 정책을 펼쳤는데, 이러한 정책으로 인해 일본의 만주국 설립 및 침략에 발판의 역할을 하게 되었다.

### 일본의 중국 침략

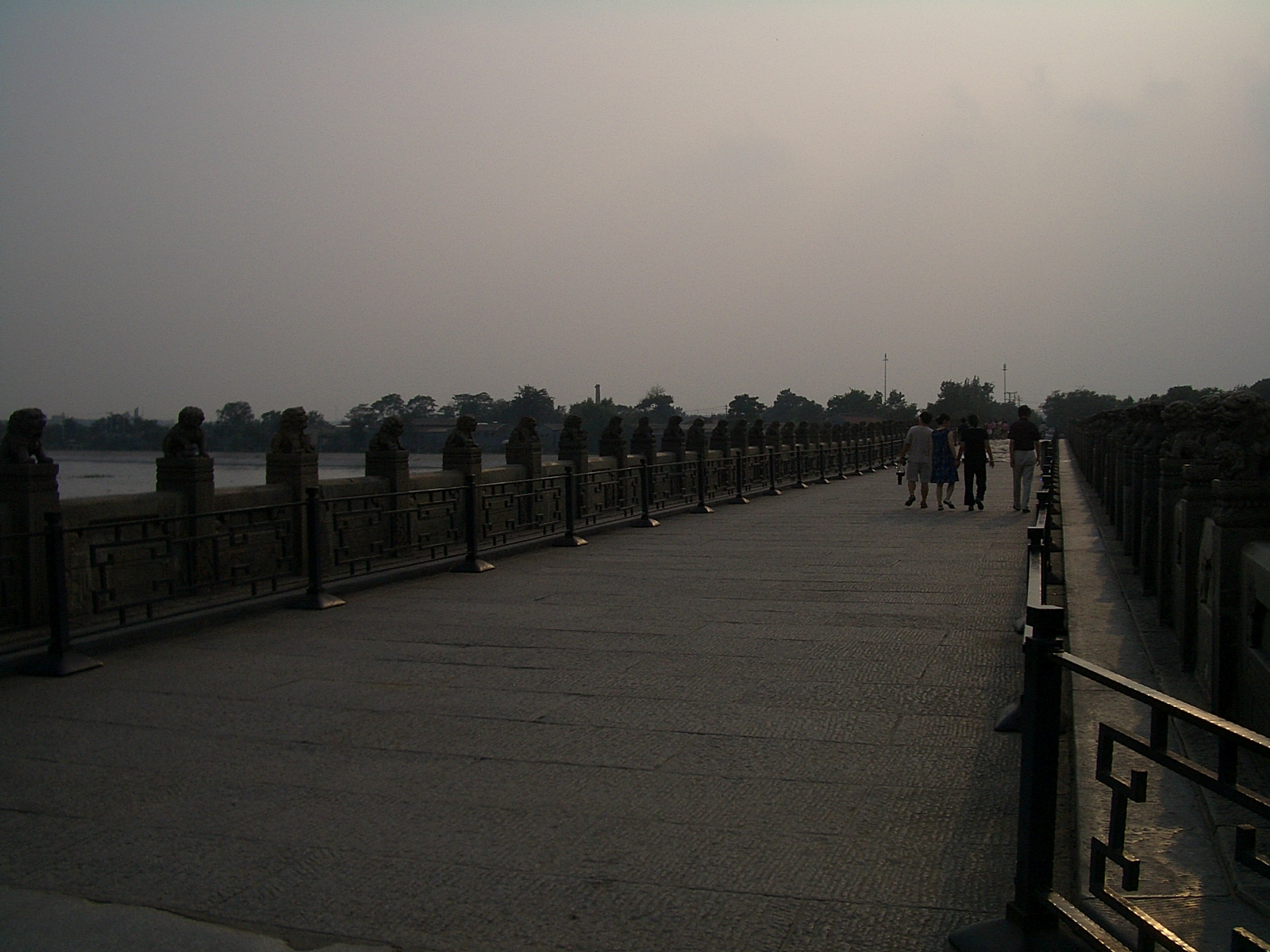
중일 전쟁의 시발점이 된 '노구교(루거우차오)사건'의 노구교

1927년 남경국민정부가 수립되고 2년 후 세계 대공황으로 인해 마찬가지로 공황이 닥친 일본은 이를 극복하기 위해 만주, 몽골에 대한 이권 확보에 대해 큰 관심을 보이며 일본은 무력으로 이 지역을 점령하고자 했다. 1931년 중국 심양 부근 유조호에서 만철 노선 폭파 사건을 빌미로 관동군이 침략하며 동북지역을 점령했다. 그러나 남경국민정부는 이에 대한 강한 저항없이 국제 연맹의 외교적 해결만을 기다렸으며, 이로 인해 만주사변을 통해 괴뢰정부 만주국이 설립되었다. 이러한 침략은 1933년 당고정전협정이 이루어질 때까지 계속되었으며, 화북 5성(차하르, 수원, 하북, 산동, 산서)에 만주국과 같이 지방정권을 만들어 영향력을 확대했다. 이에 대항하여 중국의 장제스는 중공업을 발전시키며 군대를 편성하며 대항했다. 그럼에도 불구하고 1937년 일본은 '노구교 사건'이라 불리는 군사적 도발을 감행하여 침략 지역을 확대해나갔으며, 당시 수도였던 남경까지 함락되며 전쟁으로 확산되게 되었다.

### 항일을 위한 2차 국공합작
일본의 중국 본토에 대한 침략 강화 및 남경국민정부의 무능한 대처에 중국 내에서는 본격적으로 항일 운동이 일어나게 되었다. 중국 내의 항일 운동의 바람이 일자, 국민당과 중공 사이에서도 연합의 분위기가 생기게 되었다. 1936년 서안사변을 통해 국민당 강경파였던 장제스를 구금하여 중국 공산당과 협상을 진행, 이로써 1937년 항일공동전선을 만드는 제 2차 국공합작이 성립하게 되었다. 이러한 2차 국공합작에도 불구하고 일본군의 공세는 계속되어 중국 북부와 남부의 상당 지역이 함락되었다. 이러한 열세 속에서도 중국 공산당의 유격대의 활약 덕분에 항일 전선을 유지할 수 있었다.

### 중일전쟁
1937년 7월, 베이징 교외의 노구교 부근에서 중국군과 일본군이 충돌하는 사건이 발생했다. 정전협정을 통해 일단락되나 싶었으나, 일본의 고노에 내각에서는 이를 군사적 행동 확대로 발전시켜 본격적인 전쟁에 돌입했다. 병력을 대규모로 증원한 일본군은 남경점령과정에서 약 30만명에 달하는 포로와 민간인을 학살하는데, 이것이 '난징대학살(남경대학살)'이다. 이 사건은 중국인들의 항일 의식을 고취시키는 계기가 되었다. 당시 일본 내각의 판단과 달리 중일 전쟁이 장기화되자, 일본은 독일을 중개자로 내세워 중국과 화평공작에 나섰다. 그러나 협상이 무산되고, 일본은 다시 광동과 무한을 점령하기에 이르렀다. 중국은 이에 대항하여 국공합작을 맺어 안으로 결속하여 대항했으며, 밖으로는 미국과 영국 그리고 소련의 지원을 받아 항일전쟁에 대한 대비를 강화했다. 중국의 끈질긴 항전과, 미국 소련의 지원아래, 중국은 1945년 일본의 무조건 항복 이전까지 버티며 국가를 유지할 수 있었다. 그러나 종전 이후 중국 내의 국민당과 공산당의 분쟁이 다시 시작되며 국공 내전에 이르게 되었다.

## 한국

### 3.1운동과 대한민국 임시정부 수립

3.1운동 민족대표 48인

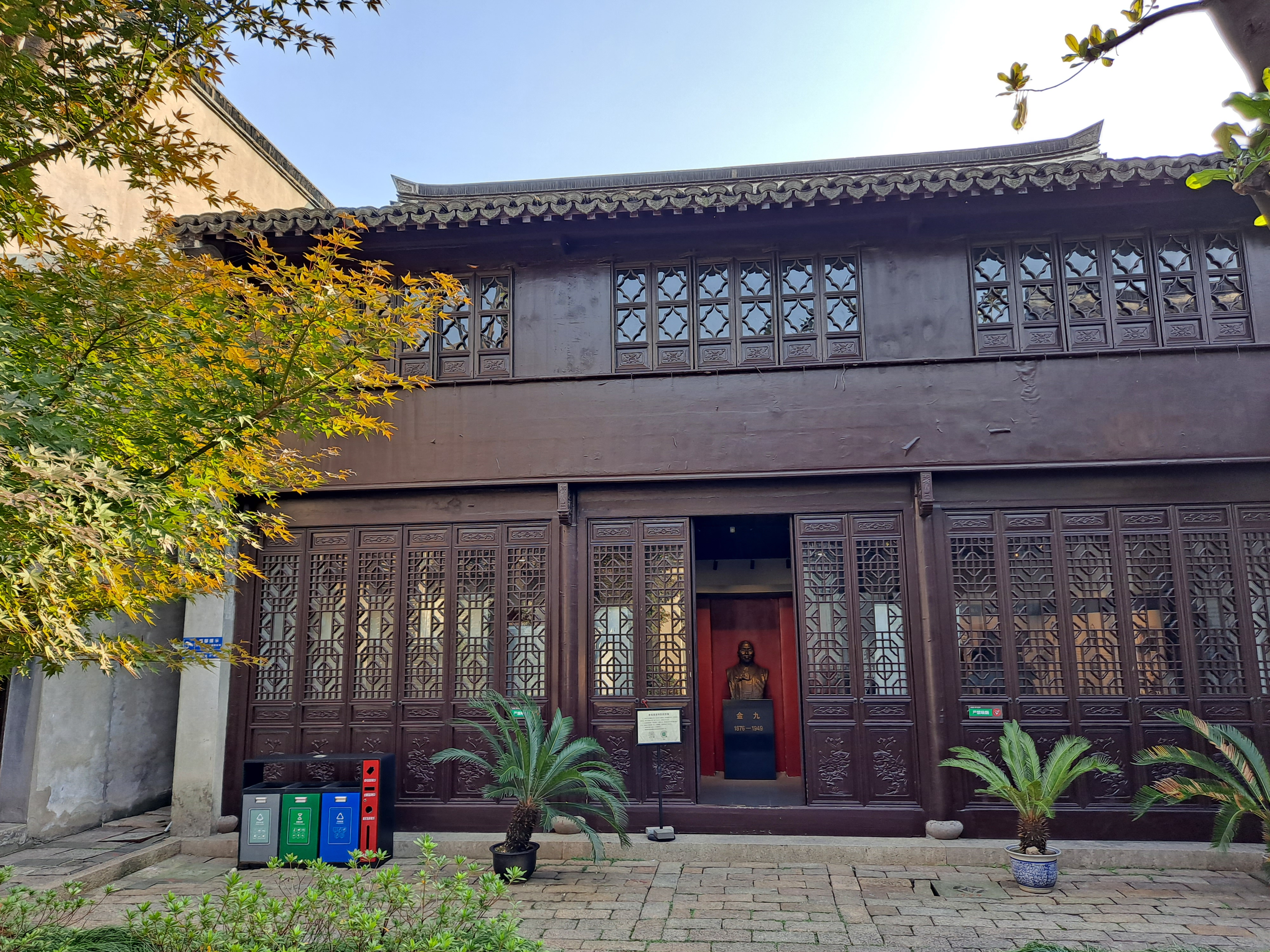
상해에 수립된 대한민국 임시정부

1차 세계대전 당시 한국은 일본의 식민통치를 받고 있었다. 그러는 와중 이에 대한 대표적인 저항으로 1919년 3.1 운동이 발생하여 일제의 조선 통치에 대한 본격적인 저항의 시작과 함께 일제의 조선에 대한 통치 방식을 바꾸게 하였다. 3.1운동에 가장 큰 영향을 준 사건은 1차 세계대전 전후 처리 과정을 위해 개최된 파리 강화회의에서 미국 대통령 윌슨의 '민족자결주의'가 우리나라의 3.1운동의 시작의 발화점이 되었다. 일제는 경찰과 헌병을 동원하여 3.1운동 시위를 막았다. 그러나 이러한 시위가 단편적인 것이 아닌 앞으로의 지속적인 독립운동의 계기가 될 것을 우려한 일제는 그동안의 무단통치 방식에서 문화 통치 방식으로의 전환을 통해 이러한 항일 운동이 진행되는 것을 막고자 했다.
3.1 운동을 전후로하여 대한민국 임시정부를 세우려는 움직임은 구체화되어, 한성(서울), 블라디보스토크, 상해 등지에서 임시정부가 별도로 만들어지게 되었다. 후에 이렇게 여러 곳으로 나뉘어진 임시정부를 통합하기 위한 논의가 전개되어 결과적으로 상해에 대한민국 임시정부가 수립되게 되었다.
| 1919년 3월             | 1919년 4월         | 1919년 5월         | 1919년 9월         |
| ---------------------- | ------------------ | ------------------ | ------------------ |
| 대한민국의회 정부 성립 | 한성 임시정부 성립 | 상해 임시정부 수립 | 통합 임시정부 수립 |

### 한국의 병참기지화
1931년 만주사변을 시작으로 1937년 중일전쟁까지 일으킨 일본은 본격적으로 중국대륙에 대한 침략을 가속화하였다. 그러나 중국 내의 국민당과 공산당이 합작하고, 서방 국가들의 경제 봉쇄 정책으로 인해 일본은 전쟁을 수행하는데에 불리한 위치가 되었다. 이에 불리한 전세를 뒤집기 위해 식민지로 삼고 있던 여러 국가들에서 인력 및 물자를 충당하려는 계획을 세웠고, 한국이 그 첫 번째 대상이 되었다. 1930년대부터 일본은 한반도에 군수품 공장을 세워 병참기지로 육성하였고, 식량 및 광산 자원을 약탈했다. 또한 금속으로 된 모든 물건들을 모아 무기를 만들기 위해서 사용했으며, 한국인들을 강제로 징병, 징용해 군수물자 생산 및 광산 개발에 이용했다. 이러한 가운데 일본은 '대동아 공영권'을 통해 서양 세력에 맞서 아시아가 하나로 뭉쳐 이에 대항해야하며, 그 중심으로 일본이 이를 주도해야한다는 사상을 강요하며 일본의 침략 전쟁에 동조하게 만들었다. 이 가운데 '일선동조론' 정책을 통해 일본인과 조선인은 본래 한 민족이었다는 것을 내세우며 창씨개명 등 조선 민족의 뿌리를 말살하여 내선일체를 꾀하였다. 이러한 정책은 일본이 1945년 2차 세계대전에서 항복할 때까지 한국은 일본의 병참기지 역할을 수행하도록 했다.

## 같이 보기
- 대전경기
- 블록 경제
- 신해혁명
- 중일 전쟁
- 국공 합작
- 파시즘

## 참고 문헌
- 아틀라스 한국사, 한국교원대학교 역사교육과, 2004년 9월 20일.
- 아틀라스 일본사, 일본사학회, 2011년 4월 3일.
- 아틀라스 중국사, 박한제 등 5명, 2015년 11월 20일.